# Idiocera (Idiocera) sziladyi
Idiocera (Idiocera) sziladyi is een tweevleugelige uit de familie steltmuggen (Limoniidae). De soort komt voor in het Palearctisch gebied.